# Nowa Polska (stowarzyszenie)
Nowa Polska – stowarzyszenie działające w latach 1996–1998, powstałe po zawarciu 2 czerwca 1996 porozumienia przez członków sztabów wyborczych czterech byłych kandydatów na prezydenta: Lecha Wałęsy, Hanny Gronkiewicz-Waltz, Marka Markiewicza i Leszka Moczulskiego. 
8 sierpnia 1996 część byłych posłów Bezpartyjnego Bloku Wspierania Reform, a potem Partii Republikanie utworzyła Koło Poselskie Nowa Polska. Następnie 22 kwietnia 1997 weszli oni w skład Federacyjnego Klubu Parlamentarnego na rzecz Akcji Wyborczej Solidarność: 
- Henryk Dyrda (wybrany z listy BBWR),
- Robert Kościelny (wybrany z listy KPN),
- Tadeusz Kowalczyk (wybrany z listy BBWR) – przewodniczący koła (zginął w wypadku samochodowym 19 lipca 1997),
- Bernard Szweda (wybrany z listy BBWR),
- Hans Szyc (wybrany z listy BBWR).

Na bazie porozumienia i koła poselskiego zostało następnie powołane stowarzyszenie polityczne (w skład którego weszli m.in. Joanna Fabisiak, Andrzej Anusz i Marek Markiewicz), które podjęło bliską współpracę z partią Zjednoczenie Polskie.
W wyborach parlamentarnych w 1997 Nowa Polska oraz Zjednoczenie Polskie startowały z list Akcji Wyborczej Solidarność, uzyskując łącznie siedem mandatów. Przedstawicielem Nowej Polski we władzach AWS był Andrzej Anusz. W 1998 jej członkowie weszli w skład nowej partii o nazwie Ruch Społeczny AWS, a stowarzyszenie zaprzestało dalszej działalności.